# Ho vissuto con un killer
(Sigla)
Ho vissuto con un killer (Evil Lives Here) è un documentario statunitense del 2016, che va in onda dal 17 gennaio 2016 su Investigation Discovery negli Stati Uniti. In Italia, va in onda su Discovery Channel e su Nove. Il programma intervista membri della famiglia di criminali.
Il 30 agosto 2020 è iniziata la stagione 8. Poi, ci fu' la serie Ho vissuto con un killer: L'ombra della morte, dove investigatori e famiglie delle vittime discutono dell'impatto degli omicidi.
Il 1 ottobre 2023, è iniziato un altro spinoff chiamato Ho vissuto con un killer: La parola all'assassino, dove gli omicidi vengono raccontati dai killer o da almeno un membro della famiglia sopravvissuto. Il primo episodio è "Il corpo ritrovato".

## Trama
Il documentario racconta storie inquietanti di persone che hanno condiviso la vita con persone amate che poi diventano criminali.

## Episodi
| Stagione | Episodi | Prima TV USA |
| -------- | ------- | ------------ |
| 1        | 6       | 2016         |
| 2        | 10      | 2017         |
| 3        | 12      | 2018         |
| 4        | 8       | 2018         |
| 5        | 12      | 2019         |
| 6        | 8       | 2019         |
| 7        | 12      | 2020         |
| 8        | 7       | 2020         |
| 9        | 8       | 2021         |
| 10       | 13      | 2021         |
| 11       | 8       | 2022         |
| 12       | 6       | 2022         |
| 13       | 10      | 2023         |
| 14       | 8       | 2023         |

### Stagione 1 (2016)
| n° | Titolo originale                    | Titolo italiano           | Prima TV USA     |
| -- | ----------------------------------- | ------------------------- | ---------------- |
| 1  | Something is Different About Robbie | Qualcosa di diverso       | 17 gennaio 2016  |
| 2  | My Brother's Secret                 | I segreti di mio fratello | 24 gennaio 2016  |
| 3  | Cheating Death                      | Ingannare la Morte        | 31 gennaio 2016  |
| 4  | The Prophet                         | Il profeta                | 14 febbraio 2016 |
| 5  | In Love with the Devil              | Innamorata di un diavolo  | 21 febbraio 2016 |
| 6  | Home Sweet Nightmare                | Casa dolce incubo         | 28 febbraio 2016 |

### Stagione 2 (2017)
| n° | Titolo originale            | Titolo italiano             | Prima TV USA     |
| -- | --------------------------- | --------------------------- | ---------------- |
| 1  | Not My Boy                  | Non mio figlio              | 1 gennaio 2017   |
| 2  | She Made Me Do It           | Lei mi ha costretto         | 8 gennaio 2017   |
| 3  | My Brother, the Devil       | Mio fratello, il demonio    | 22 gennaio 2017  |
| 4  | The Horror I Don't Remember | L'orrore che non ricordo    | 29 gennaio 2017  |
| 5  | Son of the Prophet          | Il figlio del Profeta       | 12 febbraio 2017 |
| 6  | My Secret Nightmare         | Un incubo                   | 19 febbraio 2017 |
| 7  | My Brother's Secrets        | I segreti di mio fratello   | 26 febbraio 2017 |
| 8  | Our House of Horrors        | La nostra casa degli orrori | 5 marzo 2017     |
| 9  | Trapped in Hell             | All'inferno                 | 12 marzo 2017    |
| 10 | On the Run                  | In fuga                     | 19 marzo 2017    |

### Stagione 3 (2018)
| n° | Titolo originale         | Titolo italiano           | Prima TV USA     |
| -- | ------------------------ | ------------------------- | ---------------- |
| 1  | He Comes To My Dream     | Nei miei sogni            | 1 gennaio 2018   |
| 2  | The Monster I Married    | Ho sposato un mostro      | 7 gennaio 2018   |
| 3  | Deadly Fetish            |                           | 14 gennaio 2018  |
| 4  | The Black Widow          |                           | 21 gennaio 2018  |
| 5  | My Son's Prisoner        | Prigioniero di mio figlio | 28 gennaio 2018  |
| 6  | First Love, Forever Evil | Il primo amore            | 11 febbraio 2018 |
| 7  | The Soap Star's Secret   | Il segreto                | 18 febbraio 2018 |
| 8  | The Cop and the Killer   | Il poliziotto e il killer | 25 febbraio 2018 |
| 9  | Blood Atonement          |                           | 4 marzo 2018     |
| 10 | The Demon In His Eyes    | Il diavolo nei suoi occhi | 11 marzo 2018    |
| 11 | Put On A Happy Face      | Un viso felice            | 18 marzo 2018    |
| 12 | The Monster Inside Him   |                           | 8 aprile 2018    |

### Stagione 4 (2018)
| n° | Titolo originale       | Titolo italiano                | Prima TV USA      |
| -- | ---------------------- | ------------------------------ | ----------------- |
| 1  | I Invited Him In       | L'ho invitato io               | 13 agosto 2018    |
| 2  | In the Lion's Cage     | Nella gabbia di un leone       | 20 agosto 2018    |
| 3  | The Last Blanco        | L'ultimo Blanco                | 27 agosto 2018    |
| 4  | Fear thy Father        | Temo tuo padre                 | 3 settembre 2018  |
| 5  | Something Wasn't Right | Qualcosa di strano             | 10 settembre 2018 |
| 6  | Master Manipulator     | Il maestro della manipolazione | 17 settembre 2018 |
| 7  | The Grim Reaper        | Lo squartatore                 | 24 settembre 2018 |
| 8  | We Looked Happy        | Sembrava felice                | 1 ottobre 2018    |

### Stagione 5 (2019)
| n° | Titolo originale           | Titolo italiano           | Prima TV USA     |
| -- | -------------------------- | ------------------------- | ---------------- |
| 1  | You Know My Brother's Name | Sapete chi è mio fratello | 1 gennaio 2019   |
| 2  | Let Her Lot                | La madre killer           | 6 gennaio 2019   |
| 3  | Evil Undercover            | Sotto la copertura        | 13 gennaio 2019  |
| 4  | Under His Thumb            | Piani perversi            | 20 gennaio 2019  |
| 5  | He's Still My Son          | È ancora mio figlio       | 27 gennaio 2019  |
| 6  | I Was His First Victim     | La prima vittima          | 10 febbraio 2019 |
| 7  | Is This the Night I Die?   | Notte da incubo           | 17 febbraio 2019 |
| 8  | I Hate Being Daddy's Girl  | La cocca di papà          | 24 febbraio 2019 |
| 9  | I Wish I'd Turned Around   | Dieci anni di incubi      | 10 marzo 2019    |
| 10 | One Of His Women           | Una delle sue donne       | 24 marzo 2019    |
| 11 | Poisoned By Love           | Avvelenati dall'amore     | 31 marzo 2019    |
| 12 | He Was A Good Man To Me    | Il Ringraziamento         | 7 aprile 2019    |

### Stagione 6 (2019)
| n° | Titolo originale             | Titolo italiano               | Prima TV USA     |
| -- | ---------------------------- | ----------------------------- | ---------------- |
| 1  | I Tried to Prevent This      | Il figlio assassino           | 14 luglio 2019   |
| 2  | The Face of My Torturer      | Torture                       | 21 luglio 2019   |
| 3  | Our Secret Identity          | Identità segreta              | 28 luglio 2019   |
| 4  | Until We Meet Again          | Il cugino killer              | 4 agosto 2019    |
| 5  | He Knew What He Was          | Conoscenze                    | 11 agosto 2019   |
| 6  | They Let Him Out             | Ed, il mostro                 | 18 agosto 2019   |
| 7  | I Have to Do the Right Thing | Le cose giuste                | 25 agosto 2019   |
| 8  | My Twisted Sister            | Il lato oscuro di mia sorella | 1 settembre 2019 |

### Stagione 7 (2020)
| n° | Titolo originale                | Titolo italiano                         | Prima TV USA     |
| -- | ------------------------------- | --------------------------------------- | ---------------- |
| 1  | It Was All Judith               | Il segreto di Corey                     | 5 gennaio 2020   |
| 2  | I Raised a Sociopath            | Mio figlio è un sociopatico             | 12 gennaio 2020  |
| 3  | The Nights I Don't Remember     | Le notti che non ricordo                | 19 gennaio 2020  |
| 4  | My Brother Made History         | Mio fratello                            | 26 gennaio 2020  |
| 5  | While I Was Gone                | Quando sono via                         | 29 gennaio 2020  |
| 6  | I Wished My Son Were Dead       | Avrei voluto che mio figlio fosse morto | 9 febbraio 2020  |
| 7  | You Have to Get Out             | L'unica via d'uscita                    | 16 febbraio 2020 |
| 8  | I Should Have Killed Him Myself | Mio fratello è un killer                | 23 febbraio 2020 |
| 9  | He Almost Got Away With It      | Come farla franca                       | 1 marzo 2020     |
| 10 | He Said There Were More of Them | Mio padre è un serial killer            | 8 marzo 2020     |
| 11 | He Won't Tell Us Why            | Non dirà perchè                         | 15 marzo 2020    |
| 12 | The Werewolf Butcher            | Il macellaio dei lupi                   | 22 marzo 2020    |

### Stagione 8 (2020)
| n° | Titolo originale               | Titolo italiano                    | Prima TV USA      |
| -- | ------------------------------ | ---------------------------------- | ----------------- |
| 1  | I Killed Dirty John            | Ho ucciso John                     | 23 agosto 2020    |
| 2  | I Didn't Know It Was Blood     | Non sapevo fosse sangue            | 30 agosto 2020    |
| 3  | I Don't Believe in Forgiveness | Non credo nel perdono              | 6 settembre 2020  |
| 4  | Momma Made Me Help             | Ho solo aiutato mia mamma          | 13 settembre 2020 |
| 5  | The Prom Night Killer          |                                    | 4 ottobre 2020    |
| 6  | My Son Broke My Heart          | Mio figlio mi ha spezzato il cuore | 18 ottobre 2020   |
| 7  | They Found Them in Storage     | Li hanno trovati nel deposito      | 25 ottobre 2020   |

### Stagione 9 (2021)
| n° | Titolo originale              | Titolo italiano                    | Prima TV USA     |
| -- | ----------------------------- | ---------------------------------- | ---------------- |
| 1  | What If He Were Innocent      | E se fosse innocente?              | 13 febbraio 2021 |
| 2  | My Son is Damaged Goods       | Mio figlio mi voleva uccidere      | 3 aprile 2021    |
| 3  | I Don't Know Why He Spared Me | Non so perché mi abbia risparmiata | 10 aprile 2021   |
| 4  | He Pretends to Be Human       | L'ex marito                        | 17 aprile 2021   |
| 5  | They Said I Killed My Brother | Dicono che ho ucciso mio fratello  | 24 aprile 2021   |
| 6  | The Box On Her Doorstep       |                                    | 1 maggio 2021    |
| 7  | He Lived a Double Life        | La sua doppia vita                 | 8 maggio 2021    |
| 8  | To Infinity and Back          | Verso l'infinito e oltre           | 15 maggio 2021   |

### Stagione 10 (2021)
| n° | Titolo originale                | Titolo italiano                        | Prima TV USA      |
| -- | ------------------------------- | -------------------------------------- | ----------------- |
| 1  | My Son Should Die In Prison     | Mio figlio dovrebbe morire in prigione | 11 luglio 2021    |
| 2  | He Got Into My Soul             | In fondo all'anima                     | 18 luglio 2021    |
| 3  | Why Did I Let Him In?           | Perché tutto questo?                   | 1 agosto 2021     |
| 4  | He Got Away With Murder         | Omicidio                               | 8 agosto 2021     |
| 5  | My Sister Blamed Me             | La versione di mia sorella             | 15 agosto 2021    |
| 6  | He Was My Hero And My Monster   | Il mio eroe era un mostro              | 22 agosto 2021    |
| 7  | I Want To Watch His Last Breath | Voglio vedere il suo ultimo respiro    | 29 agosto 2021    |
| 8  | I Still Love My Daddy           | Il garage di papà                      | 12 settembre 2021 |
| 9  | I Was Warned And Didn't Listen  | Non ho ascoltato                       | 19 settembre 2021 |
| 10 | He Was Born Evil                | Nato malvagio                          | 26 settembre 2021 |
| 11 | Nobody Believed Me              |                                        | 3 ottobre 2021    |
| 12 | We All Die Tonight              | Moriremo tutti                         | 10 ottobre 2021   |
| 13 | He Fed Them To Gators           | Alligatori                             | 17 ottobre 2021   |

### Stagione 11 (2022)
| n° | Titolo originale               | Titolo italiano            | Prima TV USA     |
| -- | ------------------------------ | -------------------------- | ---------------- |
| 1  | Locked In A Closet             | Chiuso nell'armadio        | 20 febbraio 2022 |
| 2  | What If He Got Out?            | E se uscisse?              | 27 febbraio 2022 |
| 3  | I Will Always Be Scared Of Him | Avrò sempre paura di lui   | 6 marzo 2022     |
| 4  | He Kept Her In A Tree Stump    | L'ha tenuta in un albero   | 13 marzo 2022    |
| 5  | He Was A False Prophet         | Era un falso profeta       | 20 marzo 2022    |
| 6  | Keeping My Brother's Secret    | Il segreto di mio fratello | 27 marzo 2022    |
| 7  | She Should Be Left To Die      | Lei deve morire            | 3 aprile 2022    |
| 8  | Divorce? Never. Murder? Maybe. | Divorzio o omicidio?       | 10 aprile 2022   |

### Stagione 12 (2022)
| n° | Titolo originale           | Titolo italiano               | Prima TV USA   |
| -- | -------------------------- | ----------------------------- | -------------- |
| 1  | He Should Have Died Sooner | Dove morire prima             | 4 luglio 2022  |
| 2  | He Tied Me Up, Too         | Legata                        | 11 luglio 2022 |
| 3  | Sleeping With the Enemy    | A letto col nemico            | 18 luglio 2022 |
| 4  | A Special Place in Hell    |                               | 25 luglio 2022 |
| 5  | He Pretended To Save Me    | Ha finto di salvarmi          | 1 agosto 2022  |
| 6  | I Found His Confession     | Ho trovato la sua confessione | 8 agosto 2022  |

### Stagione 13 (2023)
| n° | Titolo originale               | Titolo italiano             | Prima TV USA     |
| -- | ------------------------------ | --------------------------- | ---------------- |
| 1  | I Watched Daddy Bury Mommy     | Mamma è morta               | 23 gennaio 2023  |
| 2  | I Made It Out Alive            |                             | 30 gennaio 2023  |
| 3  | Scratch My Murderous Itch      | Il mio istinto omicida      | 6 febbraio 2023  |
| 4  | Kill Him, Save Yourself        |                             | 20 febbraio 2023 |
| 5  | He Called It "The Need"        | Lui lo chiamava "necessità" | 27 febbraio 2023 |
| 6  | He Looks Like the Killer on TV | Il killer in TV             | 6 marzo 2023     |
| 7  | Fantasizing and Hunting        | Fantasticando e cacciando   | 13 marzo 2023    |
| 8  | The Hole in the Backyard       | Il buco in giardino         | 20 marzo 2023    |
| 9  | Ménage à Terror                | Lavori nel terrore          | 3 aprile 2023    |
| 10 | Sisters in Silence             |                             | 10 aprile 2023   |

### Stagione 14 (2023)
| n° | Titolo originale               | Titolo italiano            | Prima TV USA      |
| -- | ------------------------------ | -------------------------- | ----------------- |
| 1  | We're Glad Mom is Dead         | Mamma è morta              | 6 agosto 2023     |
| 2  | Trapped in a House of Torture  |                            | 13 agosto 2023    |
| 3  | My Brother Let the Evil In     | Mio fratello è il diavolo  | 20 agosto 2023    |
| 4  | Murder at Sea                  | Omicidio al mare           | 27 agosto 2023    |
| 5  | He Had a Torture Chamber       | La stanza delle torture    | 3 settembre 2023  |
| 6  | She Knew It Was Goodbye        | L'addio                    | 10 settembre 2023 |
| 7  | I Wanted My Father to Die      |                            | 17 settembre 2023 |
| 8  | Three-and-A-half Hours of Hell | Tre ore e mezza di inferno | 24 settembre 2023 |

## Ho vissuto con un killer: L'ombra della morte
Il 29 ottobre 2020 è uscita una serie spinoff Ho vissuto con un killer: L'ombra della morte.
A partire dal 2021, gli attori devono essere vaccinati a causa del COVID-19.
È diverso dal programma principale: questo presenta principalmente gli associati di famiglia delle vittime e le forze dell'ordine che vengono intervistate su come sono stati colpiti sulle azioni del colpevole se ce n'era più di una.

### Episodi
| Stagione | Episodi | Prima TV USA |
| -------- | ------- | ------------ |
| 1        | 6       | 2020         |
| 2        | 8       | 2021         |
| 3        | 6       | 2022         |
| 4        | 6       | 2022         |
| 5        | 6       | 2023         |

#### Stagione 1 (2020)
| n° | Titolo originale           | Titolo italiano            | Prima TV USA     |
| -- | -------------------------- | -------------------------- | ---------------- |
| 1  | Truth, Lies and Redemption | Verità, bugie e redenzione | 29 ottobre 2020  |
| 2  | The Path                   |                            | 5 novembre 2020  |
| 3  | Buried Dreams              | Sogni sepolti              | 12 novembre 2020 |
| 4  | The Ride Along             | Lungo il viaggio           | 19 novembre 2020 |
| 5  | Lost Highway               | Una strada sperduta        | 3 dicembre 2020  |
| 6  | We Found Bonnie            | Abbiamo ritrovato Bonnie   | 10 dicembre 2020 |

#### Stagione 2 (2021)
| n° | Titolo originale      | Titolo italiano                    | Prima TV USA   |
| -- | --------------------- | ---------------------------------- | -------------- |
| 1  | The Girl in the Photo | La ragazza nella foto              | 16 giugno 2021 |
| 2  | The Bathtub           | La vasca da bagno                  | 23 giugno 2021 |
| 3  | I Forgive You         | Io ti perdono                      | 30 giugno 2021 |
| 4  | The Lake House        | La casa sul lago                   | 7 luglio 2021  |
| 5  | Mother-To-Be          | Quasi madre                        | 14 luglio 2021 |
| 6  | The Monster           | Il mostro                          | 21 luglio 2021 |
| 7  | Do No Harm            | Non nuocere                        | 28 luglio 2021 |
| 8  | Mother's Day Murder   | Il delitto della Festa della Mamma | 4 agosto 2021  |

#### Stagione 3 (2022)
| n° | Titolo originale        | Titolo italiano                | Prima TV USA   |
| -- | ----------------------- | ------------------------------ | -------------- |
| 1  | They Killed My Mom      |                                | 10 aprile 2022 |
| 2  | A Double Life           | Doppia vita                    | 17 aprile 2022 |
| 3  | The Paper Route         |                                | 24 aprile 2022 |
| 4  | No Promise For Tomorrow | Non c'è promessa per il domani | 1 maggio 2022  |
| 5  | The Only Witness        |                                | 8 maggio 2022  |
| 6  | The Lookout             |                                | 15 maggio 2022 |

#### Stagione 4 (2022)
| n° | Titolo originale      | Titolo italiano               | Prima TV USA      |
| -- | --------------------- | ----------------------------- | ----------------- |
| 1  | No Body               | Nessun corpo                  | 4 settembre 2022  |
| 2  | The Dark Road         | Sentiero oscuro               | 11 settembre 2022 |
| 3  | What He Took Away     | Quello che ha portato via     | 18 settembre 2022 |
| 4  | 360 Degrees of Terror |                               | 2 ottobre 2022    |
| 5  | Devil In Disguise     | Diavolo sotto mentite spoglie | 9 ottobre 2022    |
| 6  | Free To Kill Again    | Libero di uccidere ancora     | 16 ottobre 2022   |

#### Stagione 5 (2023)
| n° | Titolo originale       | Titolo italiano   | Prima TV USA   |
| -- | ---------------------- | ----------------- | -------------- |
| 1  | In Mother's Garden     | Il giardino       | 17 aprile 2023 |
| 2  | The Wicked Pair        | Terribile segreto | 25 aprile 2023 |
| 3  | The Evil Twin          |                   | 2 maggio 2023  |
| 4  | Killing of Two Spirits | Due spiriti       | 10 maggio 2023 |
| 5  | City of Angels         | Los Angeles       | 17 maggio 2023 |
| 6  | Satan Walking          |                   | 24 maggio 2023 |

## Ho vissuto con un killer: La parola all'assassino
Un altro spinoff, Ho vissuto con un killer: La parola all'assassino, è uscito il 1 ottobre 2023.
| n° | Titolo originale           | Titolo italiano                      | Prima TV USA    |
| -- | -------------------------- | ------------------------------------ | --------------- |
| 1  | Body in the Barrel         | Il corpo ritrovato                   | 1 ottobre 2023  |
| 2  | He Said He'd Kill Us All   | Ha detto che ci avrebbe ucciso tutti | 8 ottobre 2023  |
| 3  | Can You Believe a Killer?  | Puoi credere a un assassino?         | 15 ottobre 2023 |
| 4  | The Kansas City Strangler  | Lo strangolatore di Kansas City      | 22 ottobre 2023 |
| 5  | The Writing on the Wall    | Le scritte sul muro                  | 29 ottobre 2023 |
| 6  | I Always Knew I Could Kill | Ho sempre saputo di poter uccidere   | 5 novembre 2023 |